# Flynas
Flynas ist eine saudische Billigfluggesellschaft mit Sitz in Riad. Sie wurde 2006 als Tochterunternehmen der National Air Services als Nas Air (arabisch طيران ناس, DMG Ṭayarān Nās) gegründet, seit November 2013 firmiert sie unter dem Namen Flynas.

## Geschichte
Nas Air wurde im Jahr 2006 als erste Billigfluggesellschaft Saudi-Arabiens gegründet. Sie war mit Sama Airlines die erste Fluggesellschaft neben Saudi Arabian Airlines, die in Saudi-Arabien zugelassen wurde. Der erste kommerzielle Flug fand am 25. Februar 2007 statt. Die Fluggesellschaft wuchs nach ihrem Start sehr schnell, sodass sie inzwischen ein Netzwerk mit 30 Zielen und 450 wöchentlichen Flügen aufweisen kann. Im November 2013 wurde der Name von Nasair zu Flynas geändert.

### Leitung
Die Fluggesellschaft hatte bisher folgende CEOs:
| Name                | Zeit              |
| ------------------- | ----------------- |
| Francois Boutellier | bis Juni 2013     |
| Raja Azmi           | bis November 2014 |
| Paul Byrne          | ab November 2014  |

## Besitz
Die Fluggesellschaft ist mit Stand Oktober 2014 zu 63 % in Besitz der National Airline Services Holding und zu 37 % in Besitz der Kingdom Holding.

## Flugziele
Flynas fliegt mit Stand März 2016 von 46 Flughäfen in acht Ländern und hat Drehkreuze in Riad, Jeddah, Medina und Dammam.
Seit 2009 bestehen Verbindungen zu den Flughäfen Asyut und Scharm asch-Schaich. Zunächst wurden 2011 Adana, Antakya sowie Istanbul in der Türkei ins Streckennetz aufgenommen. Im selben Jahr starteten auch Flüge nach Lahore als zweite pakistanische Stadt, nach Karatschi. Seit Februar 2013 starten Flüge von Dammam nach Yanbu und in die sudanesische Hauptstadt Khartoum als erstes internationales Ziel von Dammam.
2014 führte Flynas das Global Flight Routes-Programm ein. Seit April 2014 setzt Flynas als erste Billigfluggesellschaft mit der Route Jeddah−London-Gatwick Flüge von Saudi-Arabien nach England ein. Drei Monate später bot die Airline auch Flüge von London-Gatwick nach Riad an. Es folgten Erweiterungen in Indien, mit Hyderabad im August sowie Kozhikode im September 2014.
Es werden zudem die Ziele Assuan und Luxor in Ägypten sowie weitere Ziele im persischen Golf angeflogen. Im März 2016 weihte die Airline die Routen Riad−al-Dschauf sowie Riad−al-Qurayyat ein.
Seit Juni 2018 verbindet Flynas dreimal pro Woche Riyadh mit Wien – zunächst saisonal.
Seit September 2024 verbindet Flynas Dschidda mit Berlin.

## Flotte
Mit Stand Juli 2025 besteht die Flotte der Flynas aus 71 Flugzeugen mit einem Durchschnittsalter von 4,6 Jahren:
| Flugzeugtyp        | Anzahl | bestellt | Anmerkungen                         | Sitzplätze (Premium/Eco) | Durchschnittsalter |
| ------------------ | ------ | -------- | ----------------------------------- | ------------------------ | ------------------ |
| Airbus A320-200    | 06     |          |                                     | 164 (8/156)              | 17,2 Jahre         |
| Airbus A320neo     | 58     | 106      | + 55 Optionen                       | 174 (8/166)              | 2,9 Jahre          |
| Airbus A321neo/XLR |        | 036      |                                     | – offen –                |                    |
| Airbus A330-300    | 02     |          |                                     | 335 (–/335)              | 10,4 Jahre         |
| Airbus A330-900neo |        | 015      | + 15 Optionen; Auslieferung ab 2027 | – offen –                |                    |
| Boeing 737 Max 8   | 05     |          | Von Batik Air Malaysia betrieben    | 180 (–/180)              | 6,3 Jahre          |
| Gesamt             | 71     | 157      |                                     |                          | 4,6 Jahre          |

### Ehemalige Flugzeuge
Im März 2014 bekam Flynas den ersten der drei Airbus A330, geleast von Hi Fly. Es war auch die Einführung von Airbus A350 in die Flotte geplant. Bevor die Fluggesellschaft die Flotte gänzlich auf A320-Modelle umstellte, wurden auch 2 Airbus A319-100 (120 Sitzplätze) und 2 Boeing 737-800 (176 Sitzplätze) betrieben (etwa bis Anfang 2017). Die A319 waren allerdings zuletzt auch inaktiv.
- 1 Airbus A319-100 (bis 2020)
- 5 Airbus A330-900neo (bis 2022, geleast von Lion Air)
- 2 Boeing 737-800 (bis 2022)
- 2 Boeing 747-400 (bis 2020)
- 1 Boeing 777-200ER (bis 2020)

#### Liste
Flynas betrieb in ihrem bisherigen Existenzzeitraum folgende Flugzeuge:
- Airbus A310-300
- Airbus A330-200
- Boeing 737-500
- Boeing 757-200
- Boeing 747-400
- Boeing 767-300ER
- Embraer 190LR
- Embraer 195AR